# Узбяково
Узбя́ково (рос. Узбяково, башк. Үҙбәк) — присілок у складі Гафурійського району Башкортостану, Росія. Входить до складу Зілім-Карановської сільської ради.
Населення — 374 особи (2010; 378 в 2002).
Національний склад:
- башкири — 97%